# ژان سوم سوبیسکی
ژان سوم سوبیسکی (به لهستانی:Jan III Sobieski؛لیتوانیایی:Jonas Sobieskis; زاده ۱۷ اوت ۱۶۲۹ – درگذشته ۱۷ ژوئن ۱۶۹۶) یکی از مشهورترین پادشاهان مشترک‌المنافع لهستان-لیتوانی بود که از سال ۱۶۷۴ میلادی تا زمان مرگش به عنوان شاه لهستان و دوک بزرگ لیتوانی حکومت می‌کرد. دورهٔ ۲۲ سالهٔ فرمانروایی سوبیسکی، به عنوان عصر ثبات و موازنهٔ قدرت در لهستان به حساب می‌آید؛ خصوصاً پس از آشوب‌های فراوان در این کشور که بر اثر جنگ‌های متعدد و قیام خملنیتسکی به وجود آمده بود. همچنین، او فرماندهٔ نظامی توانایی بود که بیشترین شهرت خود را مدیون پیروزی ارزشمندش بر ترک‌های عثمانی در نبرد وین (سال ۱۶۸۳ میلادی) بود. او پس از پیروزی‌هایش بر ترک‌ها به لقب شیر لهستان نایل آمد و توسط پاپ به عنوان منجی مسیحیت در اروپا معرفی شد.

## نگارخانه

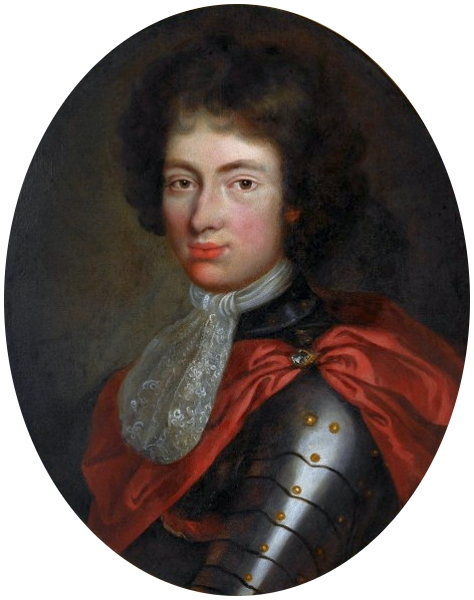
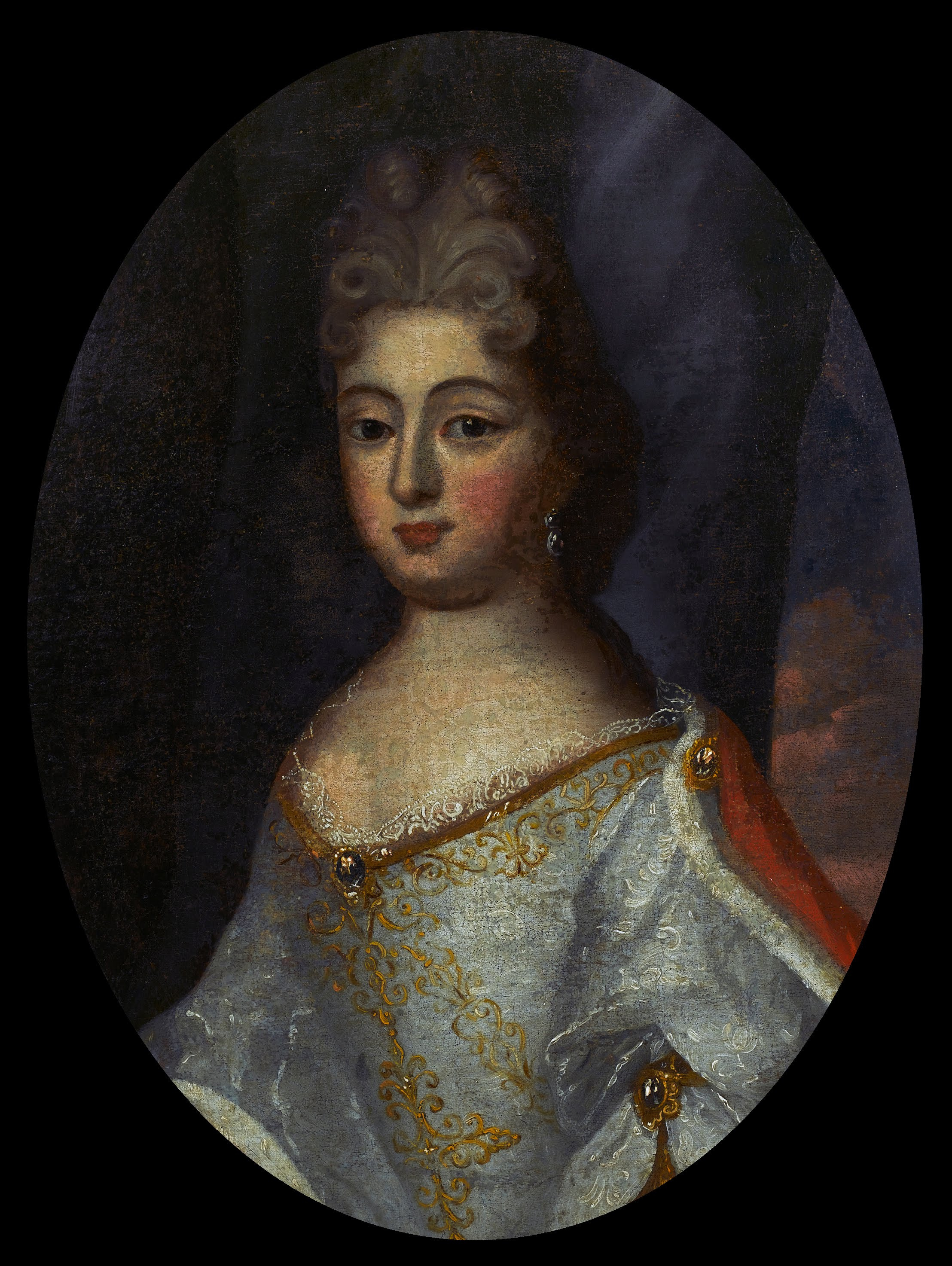
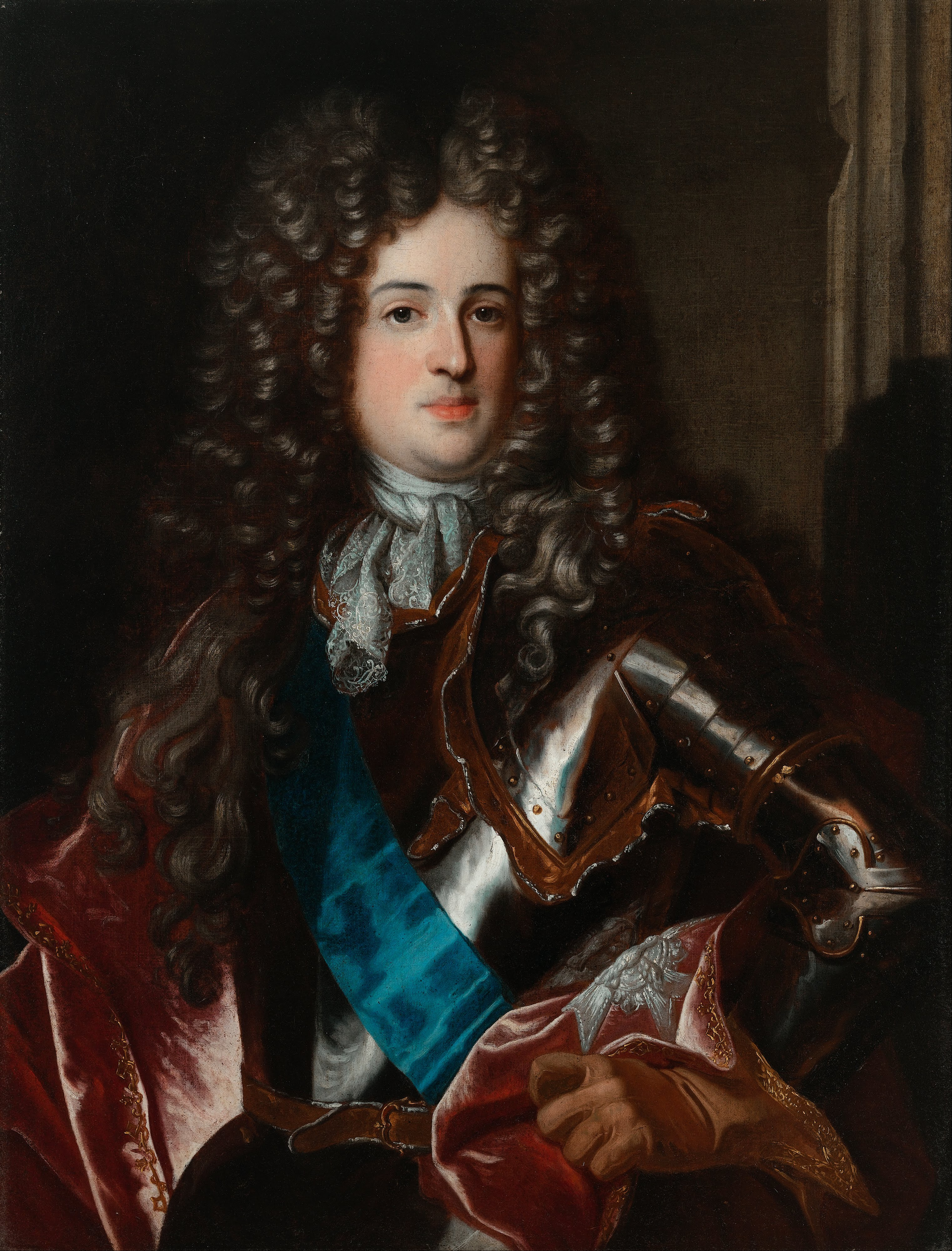
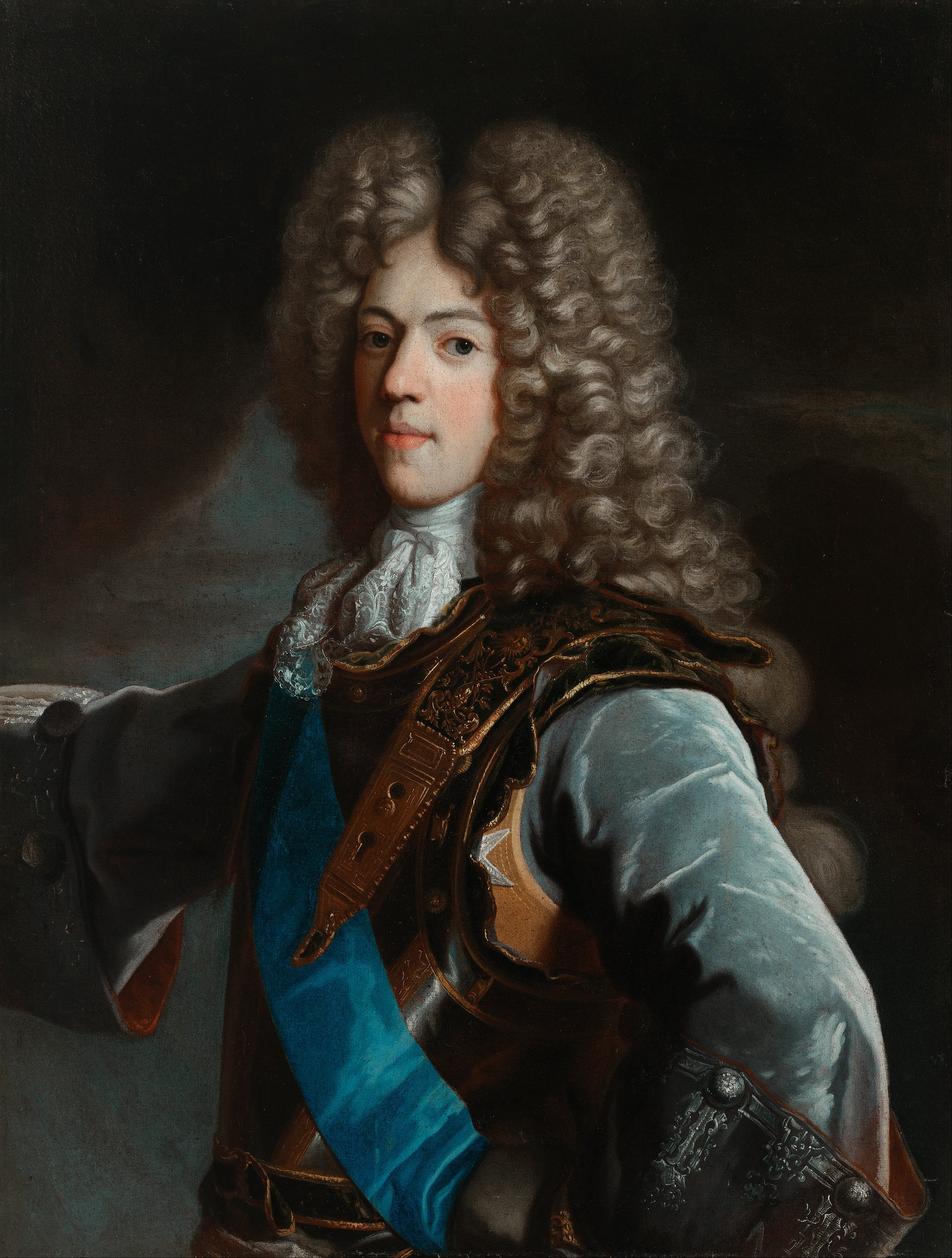
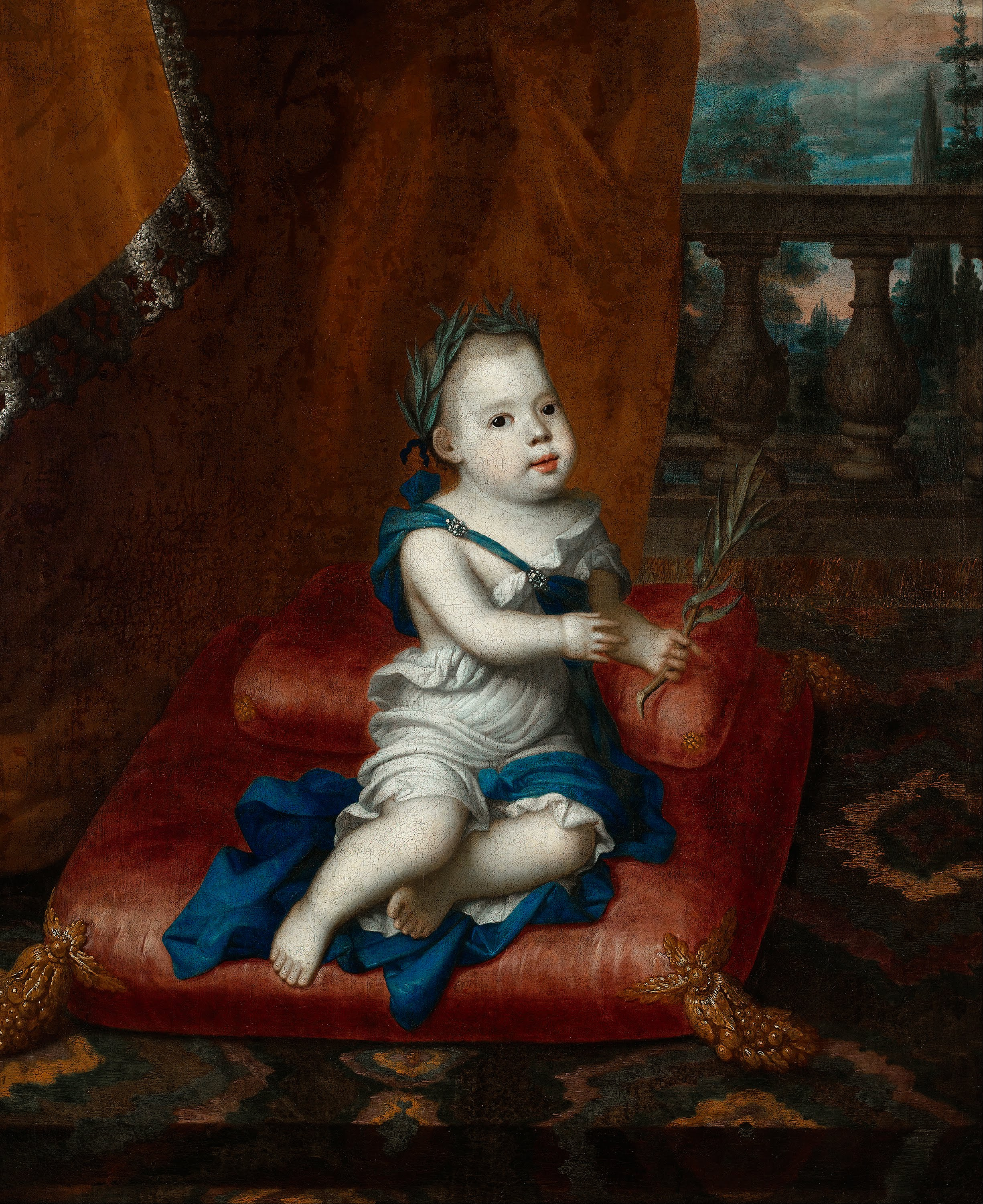
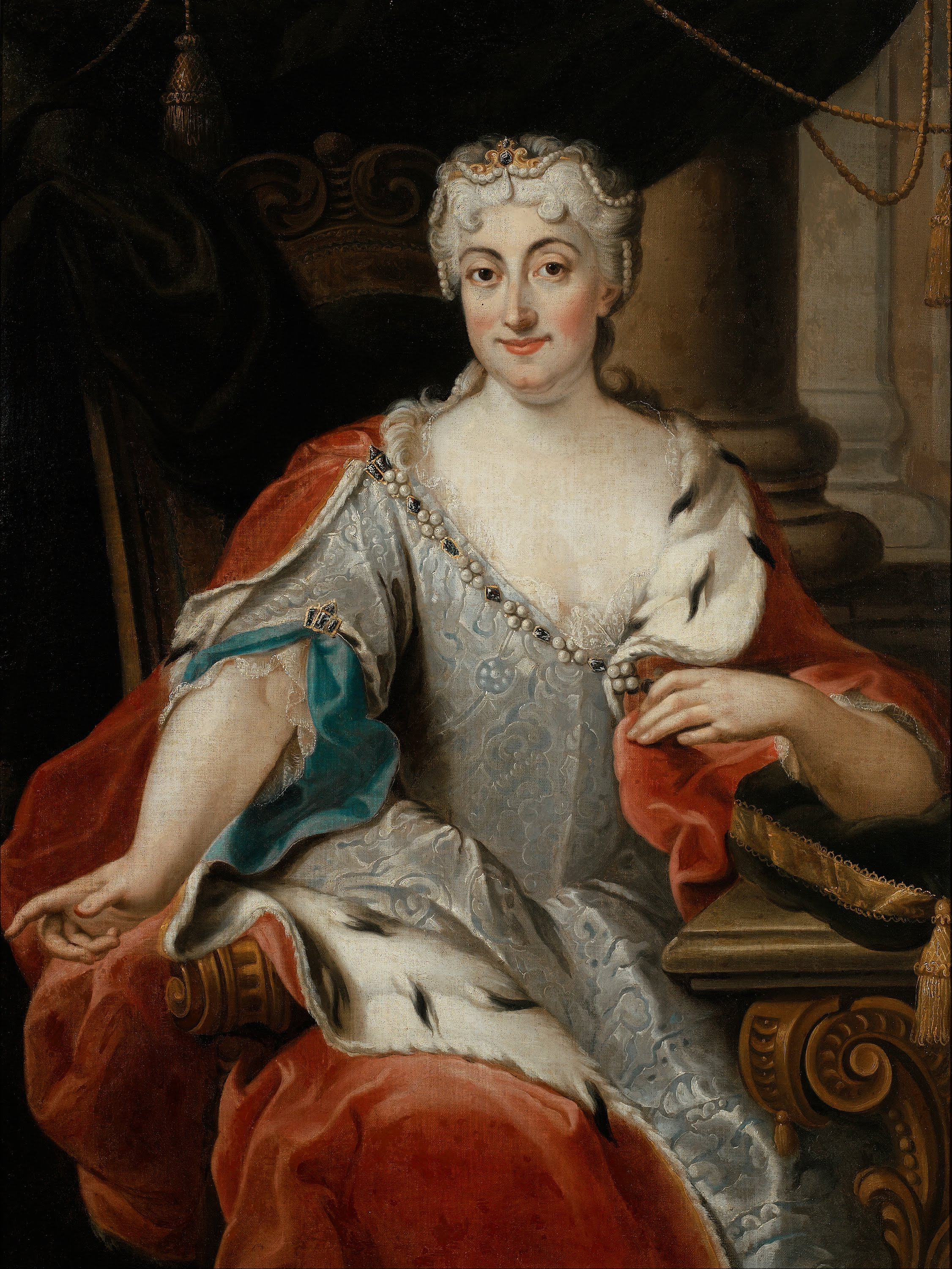
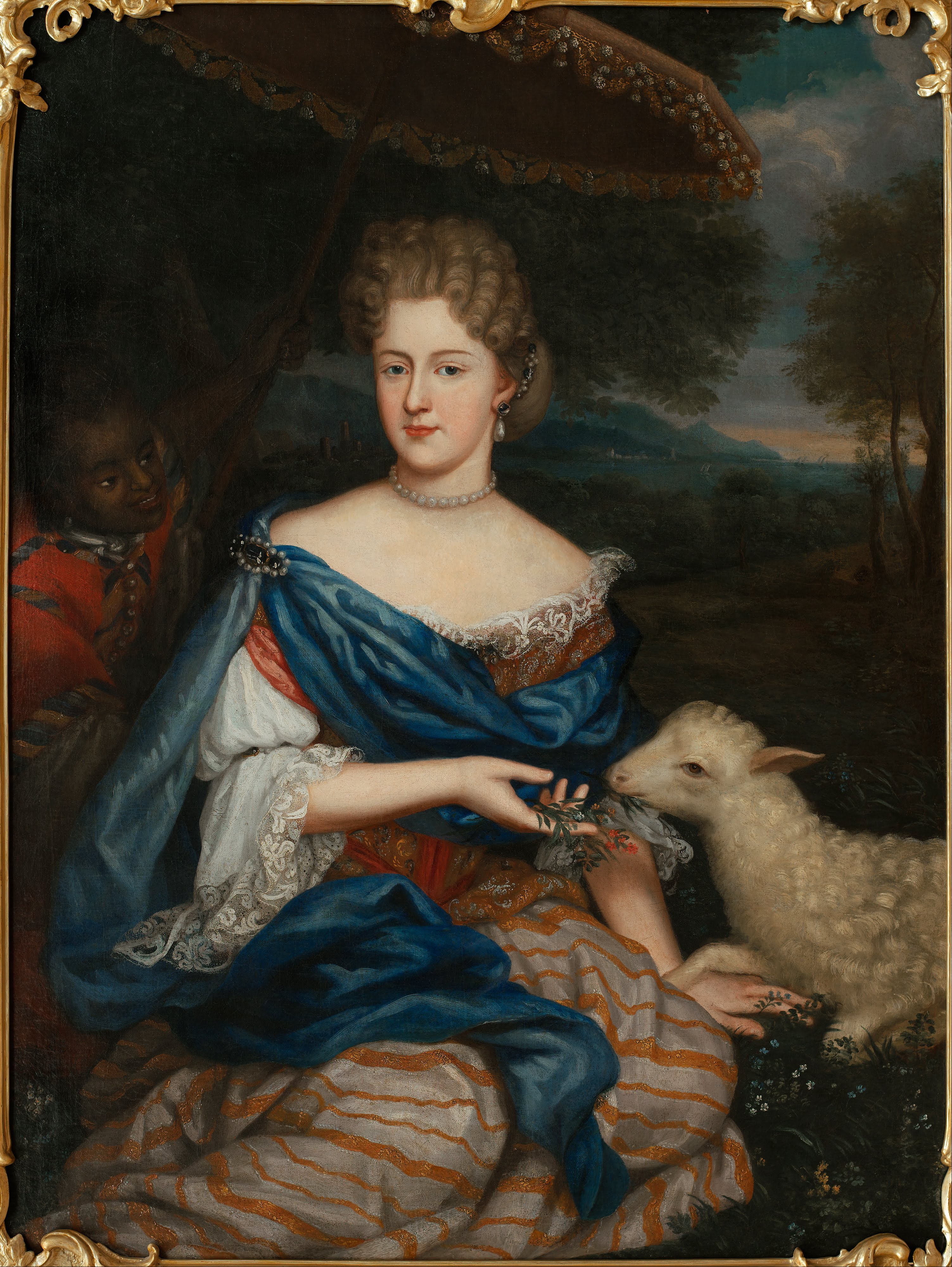
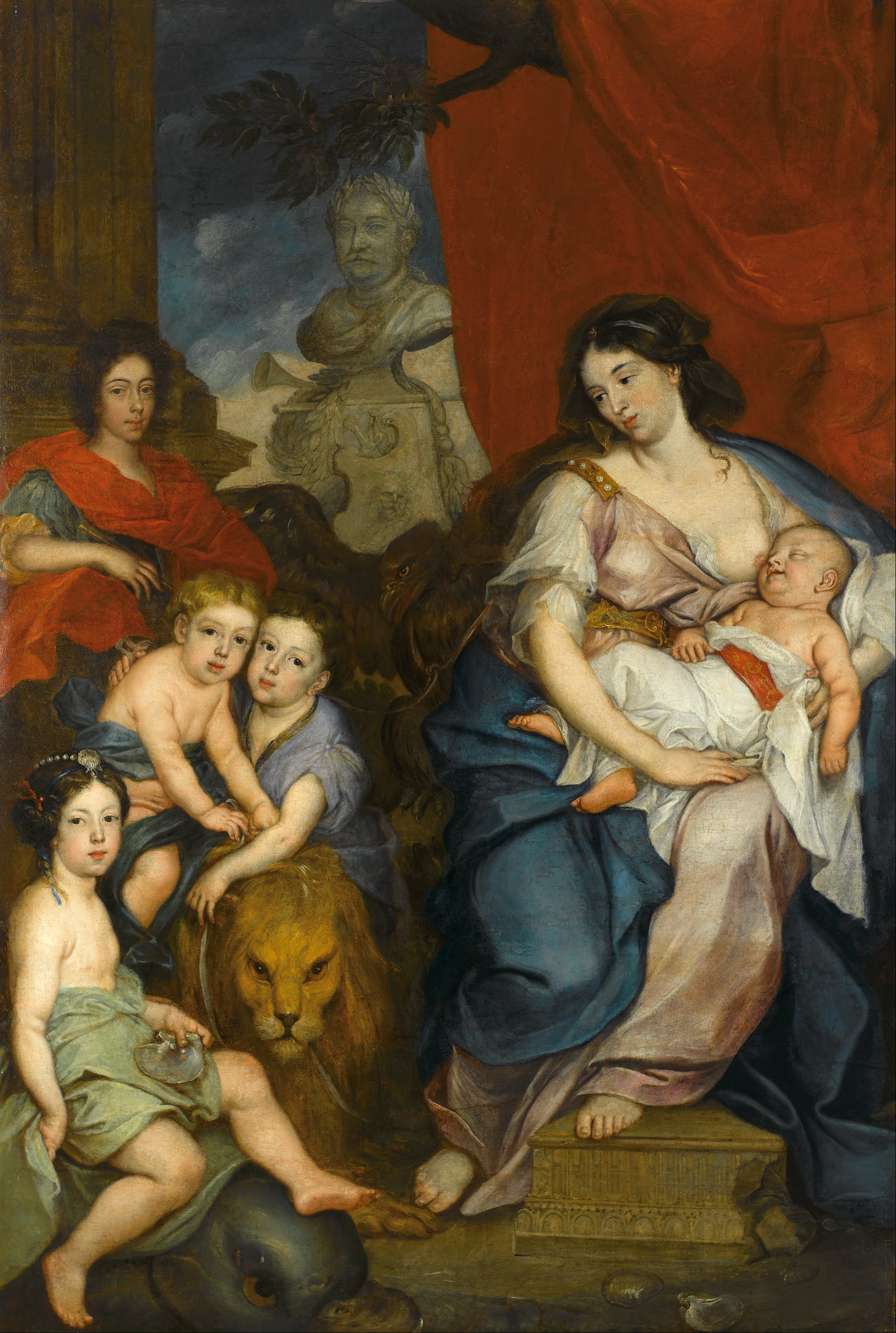
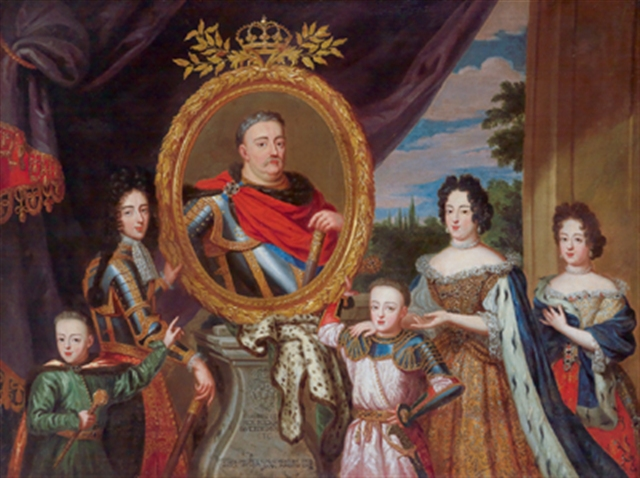